# サスキ宮殿

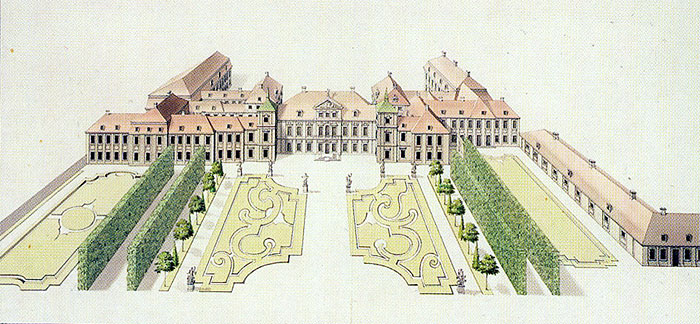
18世紀のサスキ庭園から見たサスキ宮殿

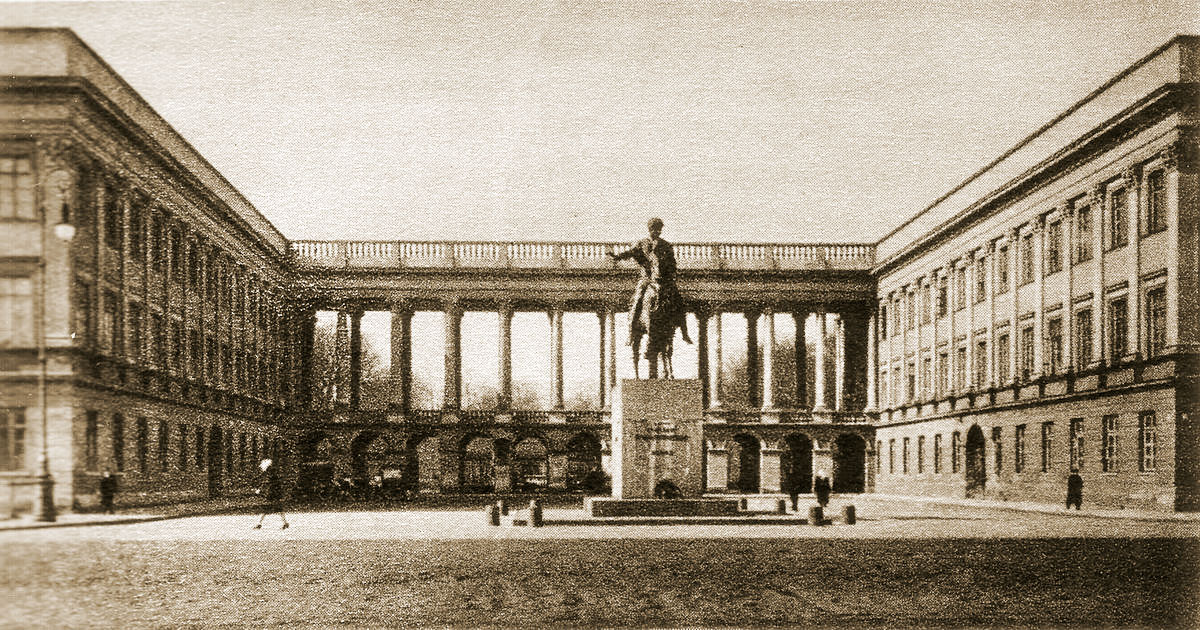
サスキ広場から見たサスキ宮殿。無名戦士の墓があるアーケードの前に、ベルテル・トルバルセン作のユゼフ・ポニャトフスキの像がある（この像は、第二次世界大戦後、ポーランド大統領宮殿の前に移設された）。

サスキ宮殿（サスキきゅうでん、ポーランド語: pałac Saski w Warszawie）は、かつてポーランド・ワルシャワにあった建造物である。第二次世界大戦中に破壊され、それ以来再建されていない。再建計画があるが、保留されている。

## 歴史

### 第一次世界大戦まで
サスキ宮殿には、トビアシュ・モルシュティンの所有するマナー・ハウスがあった。1661年以降、彼の弟であり相続人であるヤン・アンジェイ・モルシュティンが、マナー・ハウスを4つの塔を持つバロック様式の宮殿に造り変え、モルシュティン宮殿(Pałac Morsztynów)と呼ばれた。
1713年、ポーランド初のザクセン出身の王であるアウグスト2世（在位1697年～1706年、1709年～33年）がモルシュティン宮殿を購入し、宮殿の拡張を開始した。1748年に、息子のアウグスト3世によって宮殿の拡張が完了した。「サスキ」はポーランド語でザクセンの意味である。
19世紀初頭、サスキ宮殿はワルシャワ中等学校として使用された。ここではフレデリック・ショパンの父のニコラ・ショパンがフランス語を教えており、宮殿の敷地内に家族と一緒に住んでいた。
宮殿は1842年に改装された。

### 戦間期
第一次世界大戦後、サスキ宮殿にはポーランド参謀本部が置かれた。1925年には、宮殿の2つの対称的な翼の間にある柱状のアーケード内に無名戦士の墓が設置された。
宮殿は後方のサスキ庭園と前方のサスキ広場に挟まれていた。サスキ広場は、1935年のユゼフ・ピウスツキの死後、ピウスツキ広場に改称された。
この建物に設置された参謀本部暗号局では、1932年12月にドイツのエニグマ暗号が世界で初めて解読された。その後、1937年に暗号局ドイツ課がワルシャワの南、ピリ近郊のカバティの森の新しい建物に移転するまでの数年間、ここで暗号解読が行われた。

### 第二次世界大戦
第二次世界大戦中、1944年のワルシャワ蜂起をドイツ軍が弾圧した後、ドイツ軍によるワルシャワの計画的破壊の一環としてサスキ宮殿は爆破された。中央のアーケードの一部だけが残り、そこには破壊を免れた無名戦士の墓がある。

### 再建計画
サスキ宮殿の再建計画がある。2006年に宮殿の地下室が発掘され、約2万点の遺物が出土した。宮殿の再建は、当初は2010年までに完成する予定だった。再建された建物にはワルシャワ市庁舎が入る予定だったが、世界的な経済的衰退によるワルシャワの予算問題とその後の予算削減により、再建は保留された。2018年11月11日、ポーランドの第一次世界大戦後の独立100周年を記念して、アンジェイ・ドゥダ大統領は宮殿の再建の意向を再確認した。

## ギャラリー

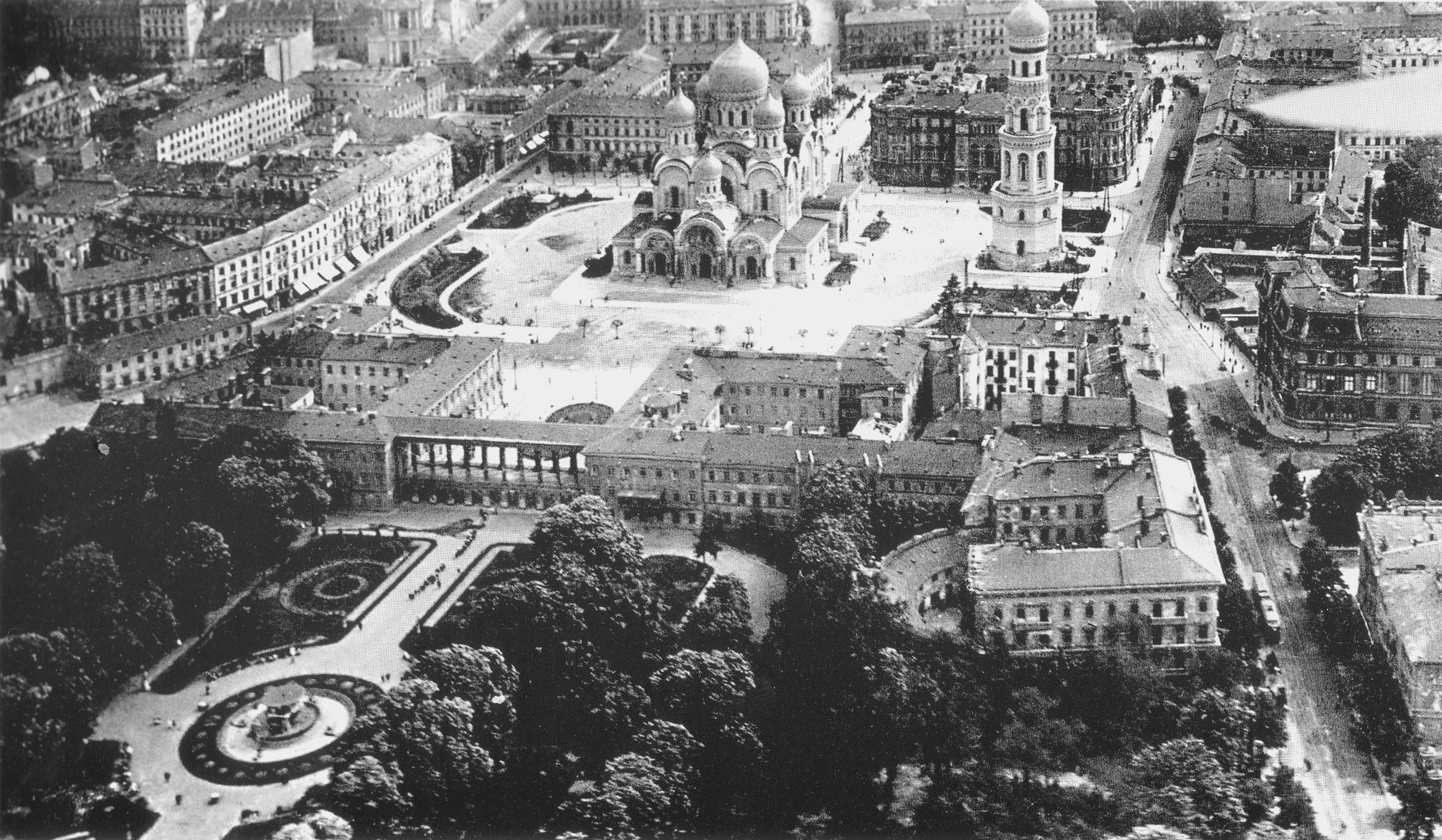
サスキ宮殿（写真中央）とアレクサンドル・ネフスキー大聖堂（英語版）（写真奥）。大聖堂は1924年より解体された。
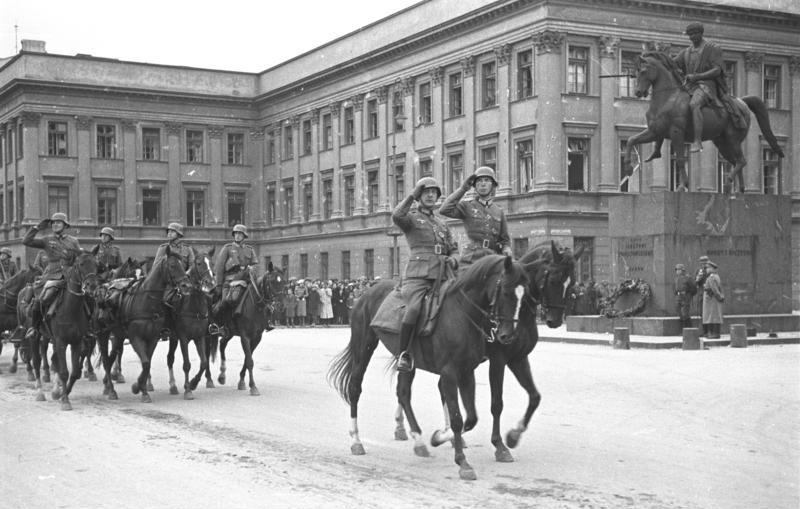
サスキ宮殿前をパレードするドイツ軍の騎馬砲兵。1939年秋
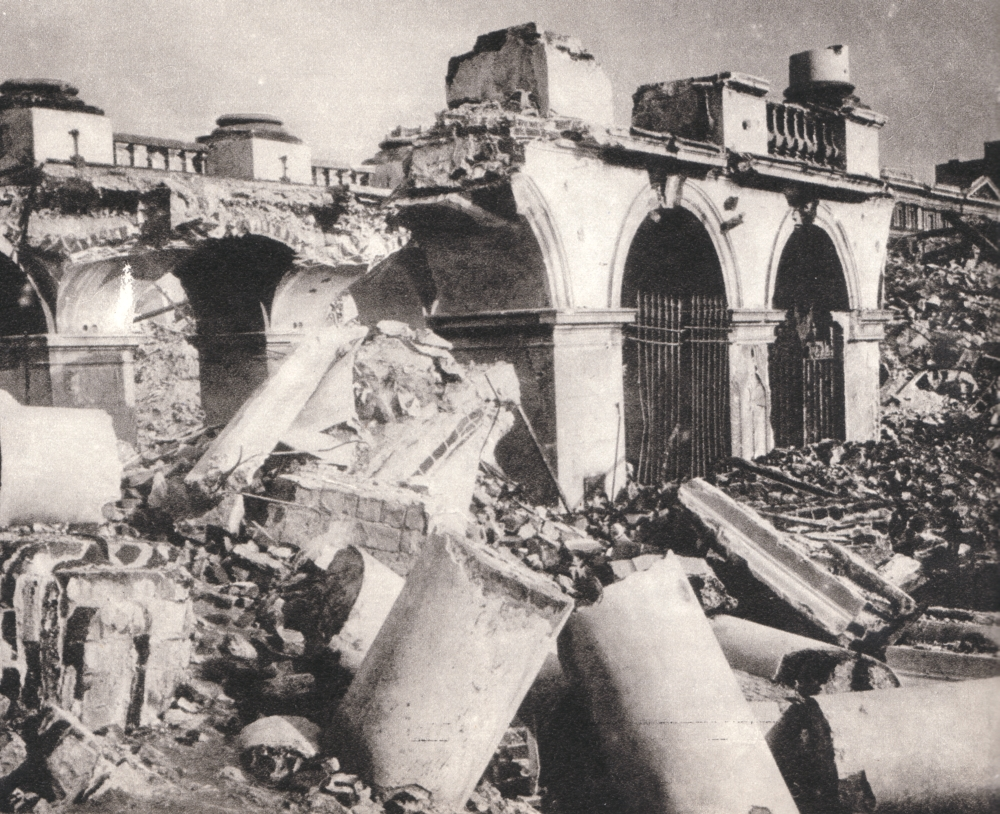
破壊されたサスキ宮殿。1945年
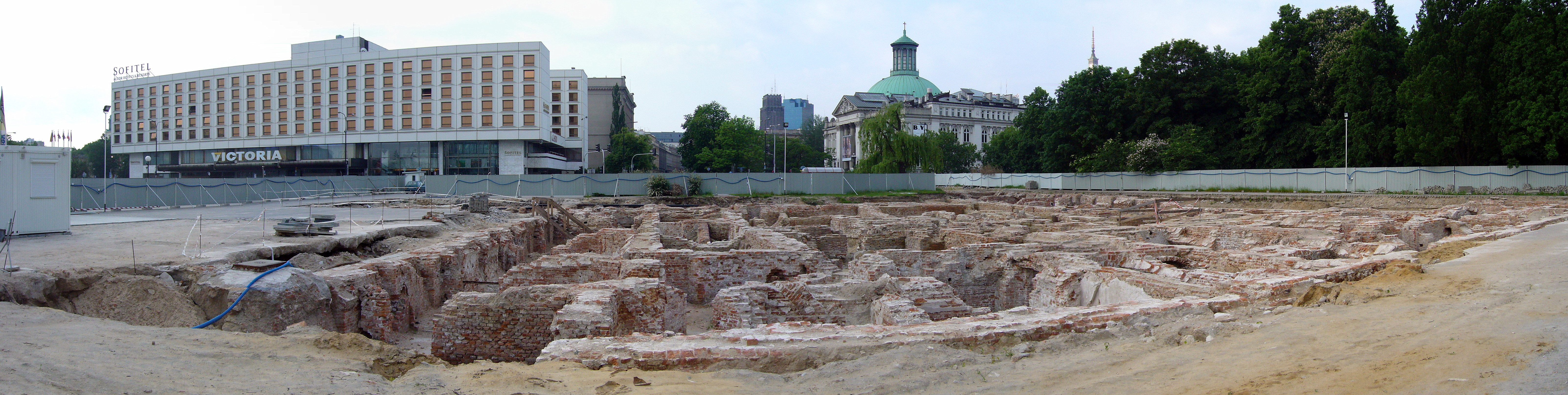
発掘されたサスキ宮殿の基礎
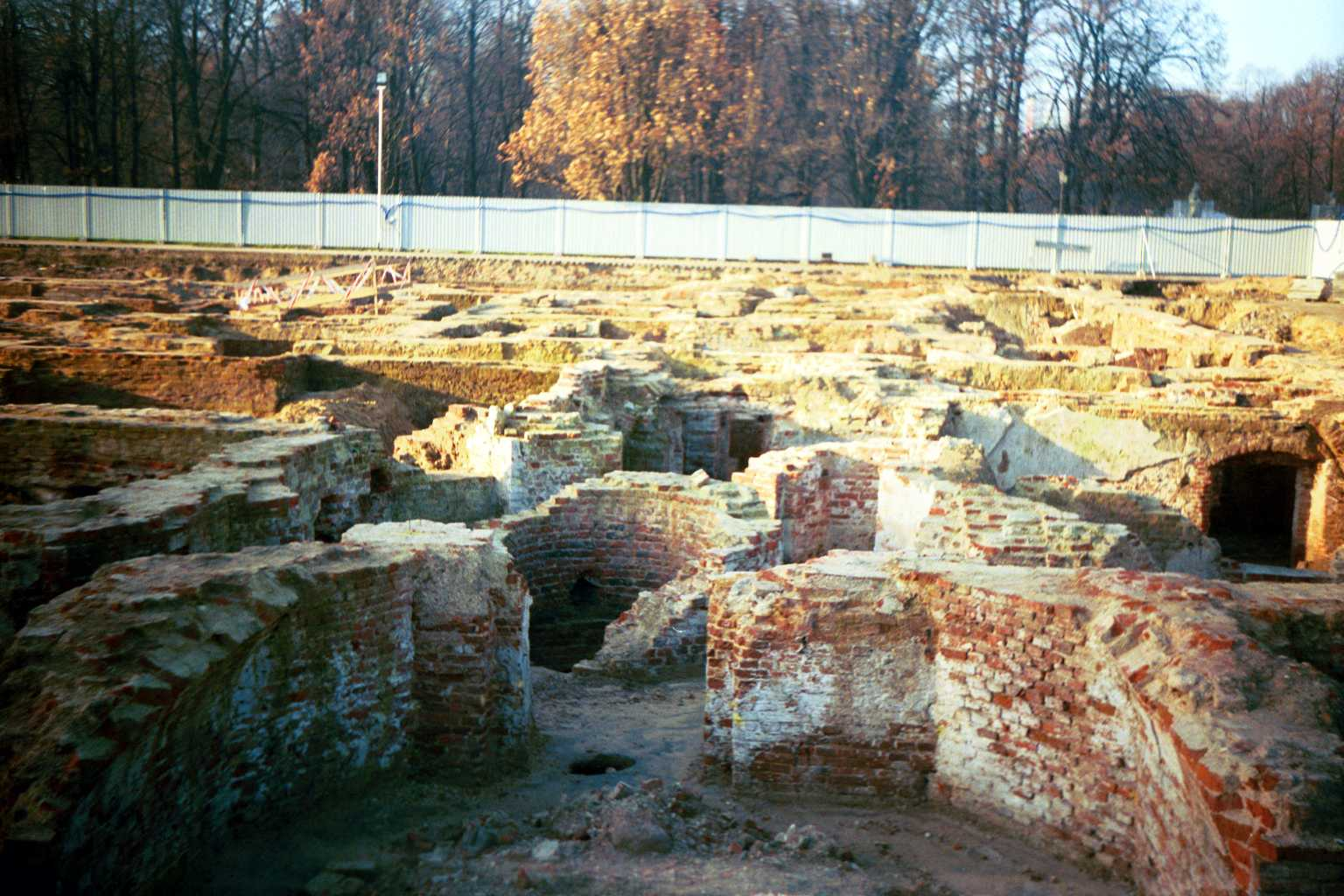
発掘されたサスキ宮殿の基礎